# Очкин, Амплий Николаевич
Амплий Николаевич Очкин (24 октября (4 ноября) 1791—12 (24) марта 1865) — русский писатель, переводчик и цензор, владелец усадьбы Софиевка.

## Биография
Родился 24 октября (4 ноября) 1791 года в семье пензенского купца и откупщика Николая Фёдоровича Очкина.
Получил образование в Горном кадетском корпусе. В службу вступил канцеляристом в петербургское казначейство — 15 декабря 1806; через пять лет, 23 ноября 1811, переведён в экспедицию о государственных доходах; спустя ещё десять лет, 28 декабря 1821, он был переведен в Департамент государственного казначейства.
Членом тайных обществ декабристов не был, но вместе с братом П. Н. Очкиным по ошибке был арестован и после допроса у В. В. Левашова по высочайшему повелению оба были освобождены.
В 1826 году перешёл на службу секретарём правления Санкт-Петербургского университета, где кроме того, был архивариусом и смотрителем университетского дома.
К 1820-м годам относится начало литературной деятельности Очкина, выразившейся главным образом в переводах с французского языка. С 9 декабря 1821 года он был членом-сотрудником Вольного общества любителей российской словесности. Свои переводы, а также стихотворения и оригинальные критические статьи он помещал в журнале «Благонамеренный», где обыкновенно печатались труды членов Вольного общества любителей словесности, наук и художеств, в котором также состоял Очкин. Кроме этого, он сотрудничал в «Соревнователе просвещения», «Северной пчеле», «Библиотеке для чтения» и др., а также в Лексиконе Плюшара.
В 1835—1838 годах он издавал детский журнал, под названием «Детская библиотека, посвященная её Императорскому Высочеству великой княжне Марии Михайловне».
С 1 января 1840 года Очкин был помощником редактора газеты «Русский инвалид».
Ещё в 1837 году А. Н. Очкин получил в свое заведование редакцию «Санкт-Петербургских академических известий», которые выходили под его редакцией до 1862 года, причём с 1848 года, когда он был назначен чиновником особых поручений VI класса при Министерстве народного просвещения, Академия наук сдала Очкину «Ведомости» в аренду, и он стал таким образом редактором и издателем этой газеты, выходившей уже под названием «Санкт-Петербургские ведомости»; в 1852—1862 годах редактором был приглашенный им в качестве помощника А. А. Краевский.
С 10 апреля 1841 по 1 апреля 1848 года А. Н. Очкин — старший цензор Санкт-Петербургского цензурного комитета.
В 1862 году был произведён в статские советники. В 1863 году он предпринял издание ежедневной газеты «Очерки», но не сумел поладить со своими ближайшими сотрудниками, во главе с Г. З. Елисеевым, и газета просуществовала три с небольшим месяца.
Умер 12 (24) марта 1865 года. Похоронен в Петербурге на Смоленском православном кладбище.

## Семья
Жена: Наталья Христиановна Очкина. У них дети:
- Мария (1832—?)
- Пётр (1833—?)
- Александр (1834—1918)[1]
- Пелагея (1838—?)
- Анна (1840—?)